# Bakonya
Bakonya é um município da Hungria, situado no condado de Baranya. Tem 15,07 km² de área e sua população em 2019 foi estimada em 336 habitantes.